# Rivasztigmin
A rivasztigmin (INN: rivastigmine) egy agy-szelektív karbamát acetilkolin- és butirilkolin-észteráz-gátló gyógyszer, amelyet az Alzheimer-kór kezelésében alkalmaznak. Csökkenti a betegséggel összefüggő olyan szimptómákat, mint például a képzelődés, hallucináció. A kutatási eredmények alapján nem csak a tüneteket enyhíti, hanem lassítja a betegség progresszióját is.

## Hatása
A feltevések szerint a funkcionálisan érintetlen kolinerg neuronokból felszabaduló acetilkolin lebomlásának lassításával könnyíti meg a kolinerg neurotranszmissziót. Így Alzheimer-típusú demenciában a rivasztigminnek előnyös hatása lehet a kolinerg zavar okozta kognitív deficitekre.
Mellékhatásként anorexia, véletlen balesetek, diszpepszia, depresszió, felső légúti infekciók, húgyúti fertőzés jelentkezhet, továbbá izzadás, tremor, rossz közérzet, súlycsökkenés.

## Védjegyezett nevű készítmények
- Exelon (Novartis)